# しょたせん
『しょたせん』は、内々けやきによる日本の漫画作品。アンソロジーコミック『ネメシス』（講談社発行）にて、創刊号から2013年号No.13まで連載。

## 概要
「BHL（ボーイズ・ハード・ラブ）コメディ」と銘打たれたショタコン漫画。登場するショタキャラは20歳過ぎの成年男性であるが、その可愛らしさや体の小ささから美少年としか見えず、主人公の不良学生はその魅力に惑わされ、倒錯した感情に振り回されていくことになる。不良学生やケンカのシーンが多数描かれており、ヤンキー漫画のようにも見えるが、基本はギャグ漫画である。

## あらすじ
日夜ケンカに明け暮れ、「狂犬」というあだ名をつけられた西尾修一の前に、小動物のような可愛らしい少年が現れ、ケンカをやめるように諭した。これが西尾と汐田優・しょたせんとの出会いであった。しょたせんと出会ったこの日から、西尾の日常と彼に対する周囲の評価は大きく変わっていくことになる。西尾は「悪」の道から「美少年専門変質者」へと変貌してしまうこととなる。

## 登場人物

### 八代高校
西尾 修一（にしお しゅういち）
狂犬とあだ名される高校1年生。ケンカが強く相手構わず暴力を振るう凶暴な男と周囲には思われている。病弱な母親の身を慮って、学費はアルバイトで稼いでいるのだが、そんなけなげな一面が評価されることは無い。
数々の誤解により「美少年（汐田）と禁断の関係にある鬼畜・野獣・変態」という評価を受けることになる。しかし、本人は自分がノンケだと思っていたのだが、汐田のそばにいると変な気分になり、それ系の妄想に浸ってしまうようになっているため、あながち誤解ではなくなってきている。
通常時の視力は2.0だが、汐田が視界に入ったとたん、ピントが彼だけに合わせられ、他の人間はぼやけて認識不可能になってしまう。複数の女性から好意を寄せられているのだが、汐田の魅力にとりつかれた西尾にとっては、絶世の美女ですら彼の興味を引く対象とはならない。
汐田 優（しおた ゆう）
八代（やしろ）高校に赴任してきた新人教師。通称しょたせん。外見は小動物的な可愛さの可憐な美少年だが、年齢は23歳。れっきとした成人男子である。しかし、言動は非常に幼く、その外見と相まって、お子様にしか見えない。
教育には熱心で、不良の西尾を何かと気にかけ、まとわりつくが、天然のショタキャラの魅力で無意識の内に西尾を変態の道へと引きずり込んでしまっている。
お昼ごはんは、妹がいつも作ってくれる非常に手の込んだキャラ弁。趣味はゲームとお昼寝。ラグビー部の副顧問を務める。妹の手作りの服で女装し踊る姿を、ヌゴヌゴ生放送にアップしており、電子の女装精・SHIOとしてネット上で人気を博している。
田亀原 吾郎（たがめはら ごろう）
八代高校3年生。屈強な体躯とケンカテクニックにより高い戦闘能力は持っているが、実は頭脳派のファイター。一番の武器は情報操作で、「倒した男は、即レイプ」という噂を自分で流すことで、不良たちを震え上がらせている。そのため嬲りもんの二つ名で呼ばれて恐れられており、ハッタリを効かせるために各種ゲイ雑誌からの情報収集も欠かさないが、本人はいたってノーマルで同性愛趣味は一切無い。
丹沢 真弓（たんざわ まゆみ）
西尾のクラスに転校してきた女の子。ティーンズラブの少女漫画の読みすぎで、すぐにラブコメ漫画のようなシチュエーションの妄想にふけってしまう癖がある、恋に恋する少女である。転校初日に曲がり角でぶつかった西尾に一目ぼれするが、色々あって失恋する。
ヤス / 月照院 康子（げっしょういん やすこ）
西尾の第一の舎弟を自称するヤンキー。1年生。存在感が薄く、西尾には軽んじられていて名前も覚えてもらっていない。
その正体は、縦ロールの髪型をした巨乳の美少女・月照院康子。不良に絡まれていたところを助けてもらって以来、西尾に惚れこみ、男装して八代高校に潜入。取り入って舎弟にしてもらうまでにはなったのだが、西尾は当然彼女の想いにも正体にも気付いていない。
手塚 一騎（てづか いっき）
不良（ヤンキー）の神様と呼ばれた伝説の漢。八代高校のOBで、西尾に愛車のバイク・ザンザスを譲る。年齢は20代後半だが、独自のオーラにより卒業を免れているという。敵対暴力団組織の襲撃から逃れるため姿を消していたが、後に八代市に戻り秘かに京北高校を制圧していた。
尾原 哲（おはら てつ）
西尾の幼馴染で、ラグビー部の部員。弱小ラグビー部の中でも補欠になるほど貧弱かつ病弱。ラグビーに情熱を抱くが、補欠で試合に出られないさまが「シンデレラ」を彷彿させるため、ついたニックネームがグリム。

### 雄子狩
立原 歩（たちはら あゆむ）
レディース集団・「雄子狩（オスカル）」の3代目総長。特攻服には「ガイガン」の絵が刺繍されている。男を容赦なく叩きのめす気合の入ったレディースだが、裏の顔はバリバリの腐女子でペンネームは罪木★BAKU。不良同士の抗争もカップリング的な視点で見てしまい、ぶちのめした不良を裸にひん剥いて写真を撮って晒し者にしているが、その写真も同人誌を描く時の資料に使っている。普段は女子校に通っており、学業とレディースと同人活動の3つを両立させている。

### 町足学園
杉作 陽太郎（すぎさく ようたろう）
兄の陰太郎と共に町足学園を仕切る「陰陽兄弟」（いんやんきょうだい）の次男。無痛症で痛みを感じないため、どれだけ殴られても平然と立ち上がり、肉体の限界を超えた筋力を発揮する。また、他人の痛みにも共感できず残虐な行動にも躊躇いが無いので、無痛（ノーペイン）の通り名をつけられ恐れられている。
杉作 陰太郎（すぎさく いんたろう） / 影山 凡太郎（かげやま ぼんたろう）
陽太郎の兄。凶暴な弟とは正反対の知能派のヤンキーで、人呼んで全知（ザ・ブレイン）。敵組織に単身潜入し、情報操作を行って内部崩壊させる必殺技「ショック・ドクトリン（惨事演出型支配主義）」を得意とする。「影山凡太郎」は、西尾を潰すために八代高校に潜入した際の偽名。中学時代は田亀原と組んで八代市を支配する計画を立てていたが、中学生の身では時期尚早と考え、田亀原をは袂を分かつ。

### 京北高校
多々良 かおる（たたら かおる）
ラグビー部主将。3年生。体中にタトゥーを施し、筋肉の塊のような体を誇る。腰の低い誠実な人間を装いながら、試合中の事故を装って対戦相手を葬る狡猾な男。試合後には女子マネージャーをレイプするためイタズラなFuckの異名をとる。腕力、知力に優れているが、層の厚い京北高校においては中堅レベルでしかない。

### 高尻尾高校
原田 衣良（はらだ いら）
野人と称される、厳つい外見の大男。“戦獄時代”四強の1人とされる実力者で、かつては高尻尾高校にレスリングの特待生として入学し、オリンピック制覇をも期待されていたが、突然ドロップアウトし帰宅部に。その戦闘力や外見とは裏腹に、趣味は女装。非常に毛深く、ゴリラのような筋骨隆々とした体格でありながら、自分の女装姿には自信を持っている。
森田 賢二（もりた けんじ）
高尻尾高校ヤンキーの参謀。元・剣道部員だったが、怪我のため引退。戦術や分析に長けており森の賢人と呼ばれるが、あくまで「高尻尾高校の人間としては頭がいい方」というだけで、知能レベルはさして高くない。

## 作品舞台・用語
八代市（やしろし）
東京都西部の大部分を占める、総人口約60万人、総面積約200平方キロメートルの巨大な市。日夜繰り広げられる不良同士の抗争には警察も手を焼き、超高校級の暴力集団と化した学生達による八代市制覇戦争は「戦獄（せんごく）時代」と呼ばれた。
八代高校（やしろこうこう）
西尾が通っている公立校。不良の神様と呼ばれた手塚一騎が通っていた学校で、ヤンキー界の老舗。各学年間の抗争が激しいため学校全体の結束力は強くないが、狂犬・西尾や嬲りもん・田亀原を擁しており、その潜在力は侮れない。
雄子狩（オスカル）
強者のひしめく八代市で、不良たちをものともせず叩き潰して回るレディース集団。立原歩が3代目総長に就任した直後、「血の正月事件（ブラディ・ニューイヤー）」で対立していたチームを降し、併合吸収することで勢力を急激に拡大した。
町足学園（まちあしがくえん）
元は私立の進学校だったが、「陰陽兄弟」の台頭で抗争が激化し、近郊の暴走族や不良校を傘下に収め急先鋒の暴力集団と化す。
京北高校（きょうほくこうこう）
都内でも最低の偏差値を記録する「不良の楽園（パラダイス）」と呼ばれる高校。暴力事件が絶えず新聞沙汰になることも多かったが、近年は事件化することは少なくなった。ただし、それは沈静化したのではなく、事態を巧妙に隠蔽するようになったためと見られている。
高尻尾高校（たかしっぽこうこう）
スポーツ推薦による入学者が多く、全体的に体格の良い学生の目立つ高校。暴力事件などでスポーツ界を追放された学生たちが不良化し、一大勢力となっていった。中でも高尻尾を率いる野人・原田の武勇伝は常軌を逸したものがある。
YanTube（ヤンチューブ）
不良専門の動画共有サービス。不良たちが自分の武勇を自慢するために動画をいくつもアップしており、情報操作を得意とする田亀原も利用している。

## 単行本
- 内々けやき 『しょたせん』 講談社〈シリウスKC〉、全3巻
  1. 2011年7月8日発売 ISBN 978-4-06-376275-4
    - オビには、『薔薇族』（第二書房）創刊編集長の伊藤文學から寄せられた「ヤマジュンの再来か!」というコメントが記載。

  2. 2012年7月9日発売 ISBN 978-4-06-376352-2
    - 『パタリロ!』の作者魔夜峰央による推薦文がオビに記載されている。

  3. 2013年8月16日発売 ISBN 978-4-06-376411-6